# Evaristo Carriego (militar)
José Evaristo Carriegos, más conocido como Evaristo Carriego (Yapeyú, Misiones, virreinato del Río de la Plata, 1791 - Paraná, Argentina, el 19 de junio de 1836), fue un militar argentino que alcanzó el grado de coronel y desempeñó varios cargos en la provincia de Entre Ríos. Aunque su apellido era Carriegos, él y sus descendientes usaron Carriego.

## Su familia
Era hijo del español de Valladolid Josef Carriegos y de Micaela Godoy, quienes contrajeron matrimonio en La Bajada del Paraná el 18 de septiembre de 1776. La profesión de maestro de primeras letras de Josef Carriegos los lleva a instalarse en el pueblo misionero de Santo Tomé, siendo designado teniente corregidor, alcalde de primer voto y administrador del pueblo indígena. Allí Evaristo Carriego contrajo matrimonio con Isabel de la Torre Iturri, hija de Francisco Antonio de la Torre y Vera Muxica, descendiente del rey de Navarra Sancho Garcés I el Grande. Carriego se educó con su padre en las Misiones y luego completó sus estudios en el Colegio de Ciencias Morales en Buenos Aires. El 21 de diciembre de 1828 nació su hijo José Evaristo Carriego de la Torre, abuelo del poeta también llamado Evaristo Carriego.

## Con Hereñú
Enrolado en las milicias, luego de la Revolución de Mayo de 1810 Carriego adhirió a la causa revolucionaria y tomó parte en algunos hechos de armas como oficial subalterno. Desde Misiones acompañó a su pariente Celedonio José del Castillo cuando éste se radicó en Paraná. Se puso a las órdenes del caudillo Eusebio Hereñú y participó como jefe de Estado Mayor en el combate del Espinillo el 22 de febrero de 1814, en el cual las montoneras artiguistas de Entre Ríos derrotaron a las fuerzas directoriales comandadas por el barón Eduardo Kaunitz de Holmberg cerca de Paraná. Esta fue la primera batalla de la guerra civil argentina, que dividiría al país entre unitarios y federales hasta 1875, y permitió a los artiguistas declarar el nacimiento de la Federación Entrerriana como un pueblo libre desligado del control de Buenos Aires y bajo el protectorado de José Artigas. Durante algunos meses de 1817 Hereñú delegó en el mayor Carriego el gobierno de Entre Ríos.
Cuando Hereñú apresó e hizo engrillar al gobernador de Santa Fe Mariano Vera en 1817, Carriego logró que lo dejara en libertad dos días después, lo cual provocó el enojo del protector Artigas, quien consideró la libertad de Vera como una insubordinación. Carriego continuó influyendo en Hereñú en contra de Artigas lo secundó en el alzamiento contra el protector que en septiembre de 1817 realizaron junto con los comandantes entrerrianos Gregorio Samaniego, Gervasio Correa y Justo Pastor Hereñú. Las sucesivas derrotas sufridas por Artigas en la resistencia contra la invasión luso-brasileña hicieron que los caudillos acordaran con el director supremo Juan Martín de Pueyrredón el sometimiento de la Federación Entrerriana al gobierno nacional directorial para ponerse a salvo de una posible invasión portuguesa. Hereñú comisionó a Carriego para entenderse con el gobernador de Santa Fe y con el representante del directorio. Fuerzas artiguistas santafesinas al mando del mayor José Francisco Rodríguez invadieron Entre Ríos y para el 6 de octubre de 1817 la rebelión fue sofocada, retornando Carriego y el resto de los caudillos a la obediencia de Artigas.
A fines de noviembre de 1817 Hereñú volvió a pronunciarse contra Artigas en Paraná, abandonando la villa con su segundo Carriego en dirección a Nogoyá, en procura de unirse a sus aliados Samaniego y Correa. Perseguidos por el santafesino Estanislao López y por el comandante de Concepción del Uruguay, Francisco Ramírez, recibieron ayuda militar de Pueyrredón por barco. Reagrupados los caudillos salieron en busca de Ramírez mientras Carriego quedó controlando la villa de Gualeguay. Luego de las derrotas en los combates de Arroyo Ceballos y Santa Bárbara las fuerzas directoriales abandonaron Entre Ríos y los caudillos se refugiaron en el albardón de Los Toldos en el delta del Paraná. Carriego rehízo sus fuerzas y logró tomar por sorpresa la villa de Paraná el 1 de febrero de 1818, de donde lo expulsó Gorgonio Aguiar el 16 de febrero luego de vencerlo en el combate de La Bajada. Carriego se refugió en los barcos de la escuadrilla directorial incorporándose al Ejército de Observación que el directorio mantenía en Santa Fe.

## Con Ramírez
Carriego viajó a Buenos Aires, siendo promovido por Pueyrredón a sargento mayor de milicias. Cuando Ramírez promulgó un indulto general en 1818 Carriego se acogió a él y regresó a Paraná. A fines de 1818 entró al servicio de Ramírez y fue encargado del parque y del hospital militar. Participó en la campaña contra el directorio de Buenos Aires luchando en la batalla de Cepeda, tras la cual se firmó el Tratado del Pilar que produjo la guerra entre Artigas y Ramírez en 1820. Durante esa guerra Carriego participó en los encuentros de Las Guachas y del arroyo Tunas, tras los cuales Ramírez se retiró a Paraná encargando a Carriego la fortificación de la plaza.
Acompañó a Ramírez a Corrientes en persecución de Artigas. El 19 de septiembre de 1820 Ramírez fue nombrado gobernador de la provincia de Corrientes, a la vez que lo era de Entre Ríos. Retuvo el cargo hasta el 15 de marzo de 1821, cuando regresó a Entre Ríos y asumió Evaristo Carriego como comandante general de armas del departamento de Corrientes, una de las divisiones de la República de Entre Ríos creada por Ramírez, subordinado a Ricardo López Jordán, delegado de Ramírez en Corrientes y Misiones. El 9 de julio de 1821 Carriego designó a Félix de Aguirre como comandante del pueblo misionero de San Miguel, logrando imponer la autoridad de Ramírez sobre los pueblos misioneros de San Roquito, Loreto, Asunción del Cambay, La Cruz y Santo Tomé, todos los cuales terminaron siendo anexados a Corrientes. Como comandante de Corrientes Carriego ordenó la fundación de al menos 12 escuelas.

## Con Mansilla
Luego de la muerte de Ramírez el 10 de julio de 1821, fueron realizadas elecciones para designar a su sucesor como jefe supremo de la república, lo cual Carriego cumplió el 15 de agosto en el departamento de Corrientes. Fue elegido Ricardo López Jordán, quien mantuvo a Carriego al frente del departamento de Corrientes como delegado suyo. Pero el coronel Lucio Norberto Mansilla, jefe de las fuerzas de Buenos Aires que auxiliaban a Ramírez, se sublevó en Paraná el 23 de septiembre logrando controlar Entre Ríos y disolviendo la República de Entre Ríos al ser elegido gobernador el 16 de diciembre de 1821. La noticia de la sublevación de Mansilla hizo que una rebelión popular derrocara a Carriego el 12 de octubre de 1821 en Corrientes, restableciéndose la autonomía de la provincia. Previamente, el 3 de octubre Mansilla escribió a Carriego instándolo a plegarse a sus fuerzas o mantenerse neutral Carriego fue detenido y liberado pocos días después para trasladarse a Entre Ríos, allí se puso a las órdenes de Mansilla y fue designado oficial 1.º del ministerio, y luego jefe del parque y comisario general de guerra.
Mansilla lo envió en comisión a Misiones a tratar con Aguirre, en donde el 12 de mayo de 1823 firmó el Tratado de Alianza Ofensiva y Defensiva entre Entre Ríos y Misiones. A su regreso a Paraná retornó a la comisaría general de guerra e interinamente ocupó el cargo de capitán del puerto de Paraná. Cuando en diciembre de 1823 Hereñú realizó una invasión a Entre Ríos, Mansilla envió a Juan León Sola al frente de una división que persiguió a Hereñú. Desde Concepción del Uruguay Sola pidió a Mansilla que el enviara a Carriego, a lo que el gobernador accedió ascendiéndolo a teniente coronel de línea. Cuando Sola abandonó Concepción del Uruguay dejó a Carriego como comandante general de los pueblos de la costa del Uruguay (Departamento Principal Nº 2 del Uruguay).
El 1 de junio de 1824 Carriego dirigió una carta al gobernador Sola sugiriéndole trasladar el pueblo de Mandisoví a las cercanías de la barra del arroyo Yuquerí Grande, lo cual se concretaría una década después con la fundación de Concordia. En octubre de 1823 Carriego y Mansilla fueron elegidos como diputados por Entre Ríos al Congreso General Constituyente, trasladándose a Buenos Aires para el inicio de las deliberaciones del congreso en diciembre de 1824, por lo que Sola designó en su lugar de comandante a Ricardo López Jordán. Cuando el congreso sancionó el 24 de diciembre de 1826 una constitución unitaria Carriego estaba entre los firmantes de la misma.

## Con Zapata
Carriego estaba entre los asesores del gobernador provisional de Entre Ríos Vicente Zapata, cuando éste renunció y el 2 de marzo de 1827 lo remplazara el coronel Mateo García de Zúñiga, quien expulsó a los líderes opositores, entre los cuales se hallaba Carriego, y junto con la legislatura rechazó la constitución unitaria y canceló los poderes de los diputados Mansilla y Carriego. Cuando Zapata fue nuevamente electo gobernador el 27 de septiembre de 1827 Carriego volvió a ponerse a sus órdenes y fue comisionado por Zapata para acompañar a Fructuoso Rivera en su gestión ante el gobernador de Buenos Aires y encargado de las relaciones exteriores de la República Argentina, Manuel Dorrego. Ambos portaban oficios del gobernador de Santa Fe, Estanislao López, proponiendo una expedición a las Misiones Orientales para abrir un nuevo frente en la guerra del Brasil. En diciembre de 1827 se reunieron con Dorrego y su ministro de guerra, general Juan Ramón Balcarce. Dorrego adoptó con entusiasmo el plan, que permitiría recuperar las Misiones Orientales, abrir un frente en la retaguardia del ejército imperial brasileño y fortalecer su posición en las negociaciones de paz. El 9 de diciembre Rivera y Carriego informaron a Zapata tener luz verde para la operación, la llamada campaña de Rivera a las Misiones Orientales, que Dorrego encomendó a López y que Rivera llevara adelante por su cuenta sin la participación de Carriego.

## Con Echagüe
En 1832 Carriego ocupó el cargo de secretario privado del gobernador federal de Entre Ríos, Pascual Echagüe, pero Juan Manuel de Rosas lo desaprobó. El 30 de diciembre de 1835 Carriego remplazó a Toribio Ortiz como ministro general de Echagüe, recibiendo el 17 de marzo de 1836 la gobernación por delegación de Echagüe, cargo que ocupó hasta mediados de mayo. Siendo ministro general lo encontró la muerte el 19 de junio de 1836. Durante su mandato como ministro general el 16 de marzo de 1836 se promulgó una ley por la cual remplazó la frase Unión, libertad y fuerza del escudo de Entre Ríos por la hasta hoy vigente Federación, libertad y fuerza. Promulgó también la ley sancionada el 27 de febrero de 1836 por la cual se fundó el pueblo de Diamante. Entre otras medidas logró la aprobación de una ley para el arreglo y cobro de los derechos de aduana, otra el 5 de abril de 1836 que reformó el estatuto provincial reorganizando el poder judicial, y llevó adelante un censo de empleados públicos. Suprimió también Carriego las comandancias generales de los departamentos.